# Campeonato Mundial de Atletismo Júnior de 2010 - Salto em distância masculino
A prova do salto em distância masculino do Campeonato Mundial de Atletismo Júnior de 2010 ocorreu entre os dias 20 e 21 de julho em Moncton, no Canadá. 

## Recordes
Antes desta competição, os recordes mundiais e do campeonato nesta prova eram os seguintes:
|     | Nome             | Nacionalidade  | Distância | Local   | Data                  |
| --- | ---------------- | -------------- | --------- | ------- | --------------------- |
| WJR | Randy Williams   | Estados Unidos | 8.34 m    | Munique | 9 de setembro de 1972 |
| CR  | James Stallworth | Estados Unidos | 8.20 m    | Plovdiv | 9 de agosto de 1990   |

## Medalhistas
| Ouro                | Prata                 | Bronze               |
| Luvo Manyonga (RSA) | Eusebio Cáceres (ESP) | Taylor Stewart (CAN) |

## Cronograma
Todos os horários são locais (UTC-4).
| Data        | Hora  | Evento       |
| ----------- | ----- | ------------ |
| 20 de julho | 19:45 | Qualificação |
| 21 de julho | 20:15 | Final        |

## Resultados

### Qualificação
A qualificação se iniciou no dia 20 de julho ás 19:45. 
Grupo A
| Posição | Atleta                  | Nacionalidade  | Tentativas         | Tentativas         | Tentativas         | Resultados         | Notas |
| Posição | Atleta                  | Nacionalidade  | 1                  | 2                  | 3                  | Resultados         | Notas |
| ------- | ----------------------- | -------------- | ------------------ | ------------------ | ------------------ | ------------------ | ----- |
| 1       | Eusebio Cáceres         | Espanha        | 7.70 (w: +0.3 m/s) | -                  | -                  | 7.70 (w: +0.3 m/s) | Q     |
| 2       | Justin Hunter           | Estados Unidos | 7.64 (w: -0.1 m/s) | x                  | 6.64 (w: +0.6 m/s) | 7.64 (w: -0.1 m/s) | q     |
| 3       | Ankit Sharma            | Índia          | x                  | 7.29 (w: -0.1 m/s) | 7.60 (w: +0.4 m/s) | 7.60 (w: +0.4 m/s) | q     |
| 4       | Raymond Higgs           | Bahamas        | 7.14 (w: +0.1 m/s) | 7.13 (w: -0.7 m/s) | 7.50 (w: +0.6 m/s) | 7.50 (w: +0.6 m/s) | q     |
| 5       | Supanara Sukhasvasti    | Tailândia      | 7.48 (w: +0.8 m/s) | 7.31 (w: +0.3 m/s) | -                  | 7.48 (w: +0.8 m/s) | q     |
| 6       | Camillo Kaborè          | Itália         | 5.81 (w: -0.4 m/s) | 7.18 (w: -0.4 m/s) | 7.45 (w: +0.7 m/s) | 7.45 (w: +0.7 m/s) |       |
| 7       | Yang Kai                | China          | x                  | 7.24 (w: +0.2 m/s) | 7.44 (w: +0.6 m/s) | 7.44 (w: +0.6 m/s) |       |
| 8       | Nikita Pankins          | Letónia        | 6.97 (w: -0.4 m/s) | 6.82 (w: -0.3 m/s) | 7.40 (w: +0.8 m/s) | 7.40 (w: +0.8 m/s) |       |
| 9       | Christodoulos Theofilou | Chipre         | x                  | 7.11 (w: -0.6 m/s) | 7.35 (w: +0.6 m/s) | 7.35 (w: +0.6 m/s) |       |
| 10      | Hwang Hyeon-Tae         | Coreia do Sul  | 6.98 (w: +0.7 m/s) | 7.04 (w: +0.1 m/s) | 7.30 (w: +0.4 m/s) | 7.30 (w: +0.4 m/s) |       |
| 11      | Mark Jacobs             | Países Baixos  | 7.02 (w: +0.3 m/s) | 7.23 (w: +0.4 m/s) | 7.28 (w: +0.3 m/s) | 7.28 (w: +0.3 m/s) |       |
| 12      | Vladimir Golovin        | Rússia         | x                  | 7.24 (w: +0.3 m/s) | x                  | 7.24 (w: +0.3 m/s) |       |
| 13      | Stefan Brits            | África do Sul  | 7.18 (w: 0.0 m/s)  | x                  | -                  | 7.18 (w: 0.0 m/s)  |       |
| 14      | Marcel Kirstges         | Alemanha       | x                  | 7.13 (w: 0.0 m/s)  | 7.06 (w: +0.5 m/s) | 7.13 (w: 0.0 m/s)  |       |
| 15      | Vadzim Maliankou        | Bielorrússia   | 6.99 (w: -0.1 m/s) | x                  | 6.98 (w: NWI)      | 6.99 (w: -0.1 m/s) |       |
| 16      | Paul Madzivire          | Zimbabwe       | 6.94 (w: -0.1 m/s) | 6.95 (w: 0.0 m/s)  | 6.92 (w: +0.7 m/s) | 6.95 (w: 0.0 m/s)  |       |
| 17      | Alper Kulaksiz          | Turquia        | 6.89 (w: +0.4 m/s) | 6.71 (w: +0.2 m/s) | 6.85 (w: +0.4 m/s) | 6.89 (w: +0.4 m/s) |       |
| 18      | Lukasz Maslowski        | Polónia        | x                  | x                  | x                  | NM                 |       |

Grupo B
| Posição | Atleta                | Nacionalidade  | Tentativas         | Tentativas         | Tentativas         | Resultados         | Notas |
| Posição | Atleta                | Nacionalidade  | 1                  | 2                  | 3                  | Resultados         | Notas |
| ------- | --------------------- | -------------- | ------------------ | ------------------ | ------------------ | ------------------ | ----- |
| 1       | Luvo Manyonga         | África do Sul  | x                  | 6.28 (w: -0.4 m/s) | 7.76 (w: -0.3 m/s) | 7.76 (w: -0.3 m/s) | Q     |
| 2       | Taylor Stewart        | Canadá         | 7.75 (w: +0.1 m/s) | -                  | -                  | 7.75 (w: +0.1 m/s) | Q     |
| 3       | Caio Cézar dos Santos | Brasil         | x                  | 7.73 (w: 0.0 m/s)  | -                  | 7.73 (w: 0.0 m/s)  | Q     |
| 3       | Kamal Fuller          | Jamaica        | x                  | 7.73 (w: +0.7 m/s) | -                  | 7.73 (w: +0.7 m/s) | Q     |
| 5       | Jhamal Bowen          | Panamá         | 7.59 (w: -0.1 m/s) | 7.54 (w: +0.1 m/s) | 7.64 (w: +0.4 m/s) | 7.64 (w: +0.4 m/s) | q     |
| 6       | Lin Ching-Hsuan       | Taipé Chinesa  | 7.37 (w: -0.2 m/s) | 7.56 (w: -0.2 m/s) | 7.55 (w: +0.5 m/s) | 7.56 (w: -0.2 m/s) | q     |
| 7       | Lourival Neto         | Brasil         | 7.30 (w: +0.3 m/s) | x                  | 7.47 (w: +0.2 m/s) | 7.47 (w: +0.2 m/s) | q     |
| 8       | Dino Pervan           | Croácia        | 7.11 (w: 0.0 m/s)  | 7.44 (w: -0.7 m/s) | 7.17 (w: NWI)      | 7.44 (w: -0.7 m/s) |       |
| 9       | Denis Bogdanov        | Rússia         | 7.26 (w: +0.2 m/s) | 7.35 (w: -0.1 m/s) | 7.27 (w: -0.2 m/s) | 7.35 (w: -0.1 m/s) |       |
| 10      | El Mehdi Kabbachi     | Marrocos       | 7.13 (w: +0.3 m/s) | 7.34 (w: +0.7 m/s) | 7.17 (w: -0.3 m/s) | 7.34 (w: +0.7 m/s) |       |
| 11      | Seiji Hiura           | Japão          | 7.33 (w: +0.7 m/s) | 7.23 (w: +0.1 m/s) | x                  | 7.33 (w: +0.7 m/s) |       |
| 12      | Javier McFarlane      | Peru           | 7.31 (w: 0.0 m/s)  | 7.13 (w: -0.2 m/s) | 7.07 (w: +0.2 m/s) | 7.31 (w: 0.0 m/s)  |       |
| 13      | Dimítrios Mihalélis   | Grécia         | 5.37 (w: -0.3 m/s) | 7.22 (w: +0.6 m/s) | 7.22 (w: +0.6 m/s) | 7.22 (w: +0.6 m/s) |       |
| 14      | Valentin Toboc        | Roménia        | 7.21 (w: 0.0 m/s)  | 7.18 (w: +0.1 m/s) | 7.05 (w: -0.7 m/s) | 7.21 (w: 0.0 m/s)  |       |
| 15      | Carlton Lavong        | Estados Unidos | 7.14 (w: -0.6 m/s) | x                  | 7.11 (w: +0.6 m/s) | 7.14 (w: -0.6 m/s) |       |
| 16      | Jean-Pierre Bertrand  | França         | 7.13 (w: +0.1 m/s) | 7.06 (w: -0.2 m/s) | 7.04 (w: +0.3 m/s) | 7.13 (w: +0.1 m/s) |       |
| 17      | Alberto Álvarez       | México         | 6.85 (w: +0.5 m/s) | 6.80 (w: -0.1 m/s) | 6.80 (w: -0.3 m/s) | 6.85 (w: +0.5 m/s) |       |
| 18      | Wang Zhong            | China          | x                  | x                  | 6.34 (w: +0.4 m/s) | 6.34 (w: +0.4 m/s) |       |
| 19      | Yannick Roggatz       | Alemanha       | x                  | x                  | x                  | NM                 |       |

### Final
A prova final foi realizada no dia 21 de julho ás 20:15. 
| Posição           | Atleta                | Nacionalidade  | Tentativas         | Tentativas         | Tentativas         | Tentativas         | Tentativas         | Tentativas         | Resultados         | Notas |
| Posição           | Atleta                | Nacionalidade  | 1                  | 2                  | 3                  | 4                  | 5                  | 6                  | Resultados         | Notas |
| ----------------- | --------------------- | -------------- | ------------------ | ------------------ | ------------------ | ------------------ | ------------------ | ------------------ | ------------------ | ----- |
| Medalha de ouro   | Luvo Manyonga         | África do Sul  | 7.62 (w: -1.3 m/s) | 7.69 (w: -1.4 m/s) | 7.67 (w: -1.3 m/s) | 7.56 (w: -0.8 m/s) | 7.70 (w: -0.6 m/s) | 7.99 (w: -1.0 m/s) | 7.99 (w: -1.0 m/s) |       |
| Medalha de prata  | Eusebio Cáceres       | Espanha        | 7.60 (w: -1.6 m/s) | 7.41 (w: -0.7 m/s) | 7.37 (w: -1.5 m/s) | 7.64 (w: -0.7 m/s) | 7.72 (w: -0.6 m/s) | 7.90 (w: -1.2 m/s) | 7.90 (w: -1.2 m/s) |       |
| Medalha de bronze | Taylor Stewart        | Canadá         | x                  | 7.33 (w: -1.3 m/s) | 7.48 (w: -1.0 m/s) | 7.43 (w: -0.9 m/s) | 7.36 (w: -1.2 m/s) | 7.63 (w: -0.7 m/s) | 7.63 (w: -0.7 m/s) |       |
| 4                 | Caio Cézar dos Santos | Brasil         | x                  | 7.32 (w: NWI)      | 7.18 (w: -1.4 m/s) | 7.21 (w: -0.9 m/s) | 7.30 (w: -1.0 m/s) | 7.53 (w: -0.6 m/s) | 7.53 (w: -0.6 m/s) |       |
| 5                 | Jhamal Bowen          | Panamá         | 7.49 (w: -1.4 m/s) | 7.43 (w: -2.0 m/s) | x                  | x                  | 7.32 (w: -1.2 m/s) | 7.45 (w: -0.8 m/s) | 7.49 (w: -1.4 m/s) |       |
| 6                 | Justin Hunter         | Estados Unidos | 7.35 (w: -1.1 m/s) | 7.47 (w: -0.9 m/s) | 7.21 (w: -0.7 m/s) | x                  | x                  | 7.28 (w: -0.3 m/s) | 7.47 (w: -0.9 m/s) |       |
| 7                 | Lin Ching-Hsuan       | Taipé Chinesa  | 7.10 (w: -0.5 m/s) | 7.43 (w: -0.7 m/s) | 7.27 (w: -0.5 m/s) | 7.19 (w: -1.4 m/s) | 7.23 (w: -0.7 m/s) | 7.07 (w: -0.5 m/s) | 7.43 (w: -0.7 m/s) |       |
| 8                 | Ankit Sharma          | Índia          | 7.09 (w: -0.4 m/s) | 7.30 (w: -1.8 m/s) | 7.25 (w: -0.4 m/s) | 7.40 (w: -1.0 m/s) | 7.36 (w: -0.8 m/s) | x                  | 7.40 (w: -1.0 m/s) |       |
|                   |                       |                |                    |                    |                    |                    |                    |                    |                    |       |
| 9                 | Kamal Fuller          | Jamaica        | x                  | 7.01 (w: NWI)      | 7.29 (w: -0.9 m/s) |                    |                    |                    | 7.29 (w: -0.9 m/s) |       |
| 10                | Lourival Neto         | Brasil         | x                  | x                  | 7.20 (w: -0.9 m/s) |                    |                    |                    | 7.20 (w: -0.9 m/s) |       |
| 11                | Raymond Higgs         | Bahamas        | 6.99 (w: NWI)      | 7.09 (w: -0.8 m/s) | 6.99 (w: -1.7 m/s) |                    |                    |                    | 7.09 (w: -0.8 m/s) |       |
| 12                | Supanara Sukhasvasti  | Tailândia      |                    |                    |                    |                    |                    |                    | DNS                |       |

Legenda
| Recorde mundial       | Recorde mundial (World record)               |                       | Recorde africano                      | Recorde africano (African) |                                           | Q | Classificado por posição (Qualified) |
| Recorde do campeonato | Recorde do campeonato (Championship record)  | Recorde da América    | Recorde da América (Americas)         | q                          | Classificado por melhor tempo (Qualified) |   |                                      |
| Melhor marca do ano   | Melhor marca do ano (World leading)          | Recorde asiático      | Recorde asiático (Asian)              | DNS                        | Não largou (Did not start)                |   |                                      |
| Recorde nacional      | Recorde nacional (National record)           | Recorde europeu       | Recorde europeu (European)            | DNF                        | Não terminou (Did not finish)             |   |                                      |
| Recorde pessoal       | Recorde pessoal do atleta (Personal best)    | Recorde da Oceania    | Recorde da Oceania (Oceania)          | DSQ / DQ                   | Desclassificado (Disqualified)            |   |                                      |
| Recorde da temporada  | Recorde da temporada do atleta (Season best) | Recorde sul-americano | Recorde sul-americano (South America) | NM                         | Sem marca (No mark)                       |   |                                      |